# Velika nagrada Masaryka 1934
Velika nagrada Masaryka 1934 je bila neprvenstvena dirka za Veliko nagrado v sezoni 1934.. Potekala je 30. septembra 1934.

## Poročilo

### Pred dirko
Dirka za Veliko nagrado Masaryka, s polnim uradnim imenom V mezinárodní závod automobilu na Masarykove okruhu, je bila zadnja pomembnejša dirka sezone, na kateri sta zadnjič letos nastopili tudi nemški moštvi Auto Union in Mercedes-Benz, zato so tako dirkači kot tudi moštva že razmišljala o naslednji sezoni 1935. Med prostimi treningi je Tazio Nuvolari testiral Auto Union Typ A, Hans Stuck pa Mercedes-Benz W25. Lokalni dirkač Josef Brázdil si je sposodil denar za dirkalnik Maserati 6C-34, ker pa denarja ni mogel vrniti so ga zaprli. Na poziv nekaterih dirkačev so Brázdila izpustili iz zapora le za dirko, toda že na prvem treningu je s polno hitrostjo pripeljal v prvi ovinek, zletel v gozt, popolnoma raztreščil dirkalnik in na mestu podlegel poškodbam. Pojavila so se ugibanja, če je nesreči botrovala le neizkušenost, ali je šlo morda celo za samomor. August Momberger zaradi artritisa ni štartal. 

### Dirka
Skoraj nepredstavljivih 350.000 gledalcev si je prišlo ogledati zadnjo pomembnejšo dirko sezone. Po štartu dirke sta se za vodstvo borila Luigi Fagioli in Hans Stuck . Neravno cestno dirkališče v Brnu je zahtevalo svoj davek, saj je moral ob številnih drugih dirkačih odstopiti tudi Rudolf Caracciola zaradi odpadlega kolesa, Ernst Henne pa je moral zaradi slabega počutja dirkalnik predati rezervnemu dirkaču Hansu Geierju. 
Na polovici dirke je v boju za zmago bolje kazalo Fagioli, ki se je uspel odlepiti od Stucka na varno razdaljo. Toda na dveh tretjinah dirke je moral dotedaj vodilni Italijan na nenačrtovani postanek v boksih in vodstvo je prevzel Stuck, ki ga je tudi brez večjih težav zadržal do konca, zmagal je s trominutno prednostjo pred Fagiolijem, tretje mesto pa je osvojil Nuvolari v dirkalniku Maserati 6C-34.

## Rezultati

### Dirka
| Poz | Št | Dirkač                 | Moštvo                     | Dirkalnik         | Krogi | Čas/Odstop      | Št. m. |
| --- | -- | ---------------------- | -------------------------- | ----------------- | ----- | --------------- | ------ |
| 1   | 10 | Hans Stuck             | Auto Union AG              | Auto Union A      | 17    | 3:53:27,9       | 5      |
| 2   | 18 | Luigi Fagioli          | Daimler-Benz AG            | Mercedes-Benz W25 | 17    | + 2:56,6        | 9      |
| 3   | 26 | Tazio Nuvolari         | Officine Alfieri Maserati  | Maserati 6C-34    | 17    | + 3:46,2        | 13     |
| 4   | 32 | Hermann zu Leiningen   | Auto Union AG              | Auto Union A      | 17    | + 8:37.3        | 16     |
| 5   | 4  | Achille Varzi          | Scuderia Ferrari           | Alfa Romeo P3     | 17    | + 10:41.0       | 2      |
| 6   | 20 | Ernst Henne Hans Geier | Daimler-Benz AG            | Mercedes-Benz W25 | 16    | +1 krog         | 10     |
| 7   | 12 | Wilhelm Sebastian      | Auto Union AG              | Auto Union A      | 16    | +1 krog         | 6      |
| 8   | 2  | Laszlo Hartmann        | Privatnik                  | Bugatti           | 15    | +2 kroga        | 1      |
| Ods | 16 | Rudolf Caracciola      | Daimler-Benz AG            | Mercedes-Benz W25 | 11    | Kolo            | 8      |
| Ods | 6  | Louis Chiron           | Scuderia Ferrari           | Alfa Romeo P3     | 9     | Črpalka za olje | 3      |
| Ods | 8  | Gianfranco Comotti     | Scuderia Ferrari           | Alfa Romeo P3     | 9     | Rezervoar       | 4      |
| Ods | 14 | Zdenek Pohl            | Valdemar Gut               | Bugatti           | 8     |                 | 7      |
| Ods | 22 | Eugen Björnstad        | Privatnik                  | Alfa Romeo Monza  | 8     |                 | 11     |
| Ods | 28 | Robert Benoist         | Automobiles Ettore Bugatti | Bugatti T59       | 8     |                 | 14     |
| Ods | 30 | Jean-Pierre Wimille    | Automobiles Ettore Bugatti | Bugatti T59       | 6     |                 | 15     |
| Ods | 36 | František Holešak      | Privatnik                  | Bugatti T35B      | 6     |                 | 18     |
| Ods | 34 | Jan Pavliček           | Privatnik                  | Bugatti T35C      | 1     |                 | 17     |
| DNS | 24 | Josef Brázdil          | Privatnik                  | Maserati 6C-34    |       | Smrtna nesreča  | 12     |
| DNS |    | August Momberger       | Auto Union AG              | Auto Union A      |       | Artritis        |        |
| DNS |    | Hanns Geier            | Daimler-Benz AG            | Mercedes-Benz W25 |       | Rezervni dirkač |        |